# Batizovské vodopády
Batizovské vodopády jsou ledovcové vodopády ve Vysokých Tatrách v okrese Poprad na severním Slovensku.

## Charakteristika
Nachází se v Batizovské dolině a jejich podloží je tvořené granodiority. Vodopád vytváří Batizovský potok, který je nad nimi v nadmořské výšce 1870 m široký 2 m.

## Přístup
Nad vodopády prochází  tatranská magistrála od Popradského plesa do Velické doliny, z níž u nich odbočuje  žlutá turistická značka do Vyšných Hágů.